# اوکه اولیوستد
اوکه اولیوستد (انگلیسی: Åke Olivestedt; ۴ ژوئن ۱۹۲۴ – ۲۸ ژوئن ۱۹۹۸) دوچرخه‌سوار اهل سوئد بود.